# 杜微
杜 微（と び、生没年不詳）は、中国後漢末期から三国時代の文人。字は国輔。益州梓潼郡涪県（現在の四川省綿陽市）の人。

## 事績
若い頃、任安に師事し学問を修めた。劉璋に召し出され従事となったが、病気のため官を去った。劉備が益州を平定しても聾（聴覚障害者）と称し、門を閉ざして表に出なかった。
建興2年（224年）、諸葛亮は益州牧を兼任すると、かねてより徳望高い士人を属官に選び、杜微を主簿に任じた。杜微が出仕を断ると車によって召し出され、諸葛亮と会見した。
諸葛亮は聾者である杜微のために文書でもって、王謀・王連・楊洪らの敬意を集めていることを述べ、漢の復興と魏の打倒のための力添えを求めたが、杜微はあくまで老齢で病気の身だからとそれを固辞した。諸葛亮も登用を諦め、諫議大夫の官を授けるに留めた。

## 参考書籍
- 『正史 三国志 5 蜀書』杜微伝 （陳寿著、裴松之注、井波律子訳）ちくま学芸文庫 ISBN 4-480-08045-7